# Rumpler Flugzeugwerke
Rumpler Flugzeugwerke byl německý letecký výrobce založený v roce 1909 v Berlíně rakouským inženýrem Edmundem Rumplerem jako Rumpler Luftfahrtzeugbau. Firma původně vyráběla kopie jednoplošníku Etrich Taube, v průběhu první světové války vyráběla letadla vlastní konstrukce, zejména průzkumné dvouplošníky a také malý počet stíhacích letounů a bombardérů. Po konci války se firma nedokázala prosadit na trhu a zanikla v roce 1920.
Edmund Rumpler poté představil v roce 1921 automobil Rumpler Tropfenwagen.

## Přehled letadel

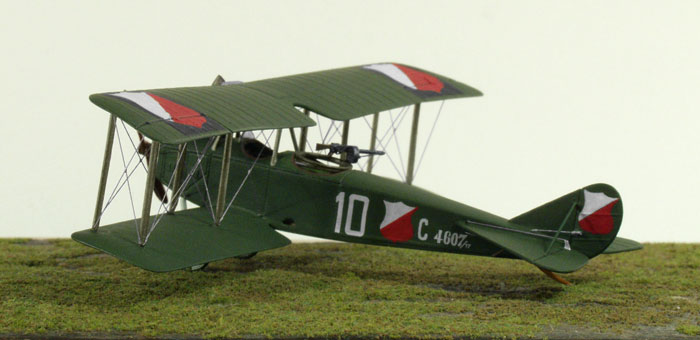
Model Rumpler C.I

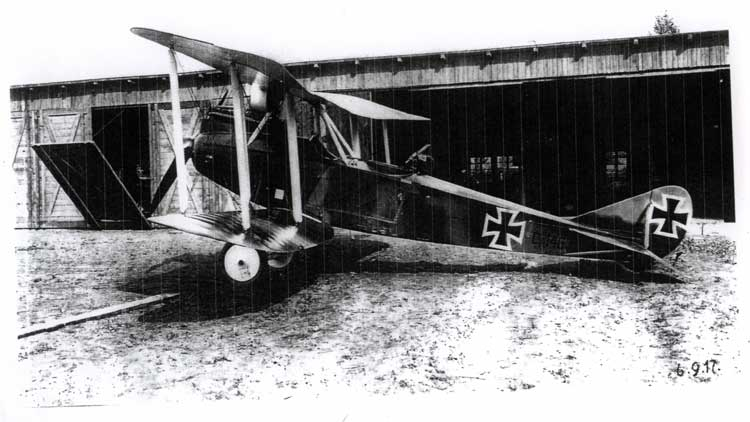
Rumpler C.IV

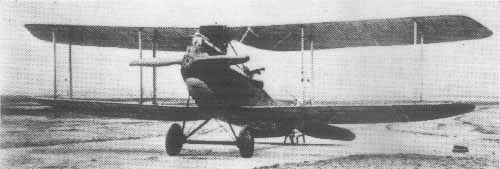
Rumpler C.VII

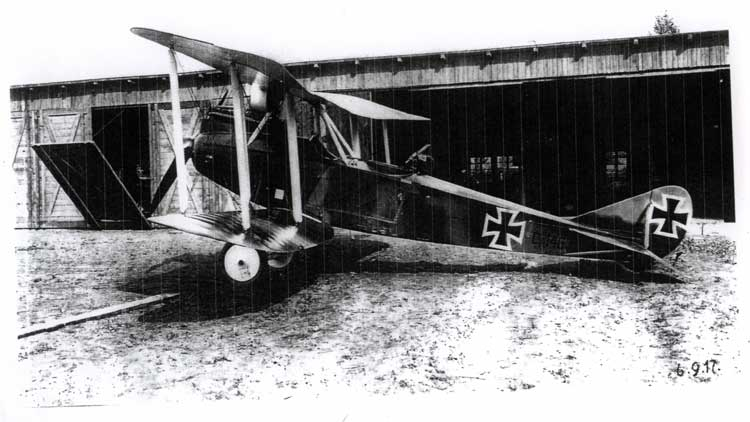
Rumpler C.IV

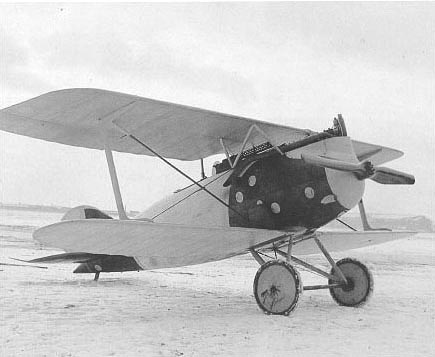
Rumpler D.I

- Rumpler 6B
- Rumpler C.I [3]
- Rumpler C.III
- Rumpler C.IV
- Rumpler C.VI
- Rumpler C.VII
- Rumpler C.VIII
- Rumpler D.I
- Rumpler G.I
- Rumpler G.II
- Rumpler G.III